# Сумская городская община
Сумская городская община (укр. Сумська міська громада) — территориальная община в Сумском районе Сумской области Украины.
Административный центр — город Сумы.
Образована 24 апреля 2019 путём присоединения Песчанского сельского совета к Сумскому городскому совету.

## Расположение
Сумская область находится в северо-восточной части Украины. Город Сумы является областным центром Сумской области, расположенным на реке Псел на высоте 165 метров над уровнем моря.

## Население
Численность населения района в укрупнённых границах — 449,4 тыс. человек. Численность населения района в границах до 17 июля 2020 года по состоянию на 1 января 2020 года — 61 836 человек, из них городского населения — 10 588 человек, сельского — 51 248 человек.